# Jan Willem Buij
Jan Willem Buij (Den Haag, 26 februari 1946) is een voormalig tophockeyer, die negentien interlands speelde voor de Nederlandse hockeyploeg.
Buij debuteerde als doelman in het eerste elftal van zijn club EMHC in Eindhoven in 1962 in de beslissende wedstrijd om het landskampioenschap tegen Amsterdam en speelde zijn allerlaatste wedstrijd in EMHC I in 1985. Jarenlang was hij aanvoerder van het eerste elftal.
Tussen 1965 en 1968 was hij lid van de Jong Oranje-selectie en van 1969 tot 1973 maakte hij deel uit van de Nederlandse selectie. In die periode nam hij met Oranje deel aan een vierweekse oefentrip door India, met als afsluiting een zeslandentoernooi (1970) in Bombay. Voorts deed hij mee aan het WK in Barcelona (1971), aan het EK in Brussel (1970), aan een vierweekse oefentrip door Oeganda en Kenia (begin 1972), en was hij lid van de nationale selectie bij de Olympische Spelen in München (1972).
De sportpers besteedde begin jaren zeventig veel aandacht aan de felle concurrentiestrijd, die hij uitvocht onder de nationale lat met een andere Eindhovenaar, Maarten Sikking van concurrent HTCC.
In 1973 bedankte hij voor de nationale selectie. In 1968 werd hij gevraagd als lid van de Nederlandsche hockeyclub "De Batavieren".
Buij stond bekend om zijn keepers-techniek, zijn prima reflexen, mede opgebouwd in het snelle zaalhockey, zijn 'cirkelbeheersing' en het dikwijls luidkeels leiding geven aan de EMHC-verdediging. Hij was de eerste internationale hockeykeeper, die met een gezichtsmasker en een zogeheten body-protector speelde. Vooral in de stadions in India zorgde dat in 1970 voor veel hilariteit.
André Bolhuis · 
Jan Willem Buij · 
Marinus Dijkerman · 
Thijs Kaanders · 
Coen Kranenberg · 
Ties Kruize · 
Wouter Leefers · 
Flip van Lidth de Jeude · 
Paul Litjens · 
Irving van Nes · 
Maarten Sikking · 
Frans Spits · 
Nico Spits · 
Bart Taminiau · 
Kik Thole · 
Piet Weemers · 
Jeroen Zweerts ·
Coach: Ab van Grimbergen